# Hundäxingsängsfly
Hundäxingsängsfly (Oligia strigilis) är en fjärilsart som beskrevs av Carl von Linné 1758. Hundäxingsängsfly ingår i släktet Oligia och familjen nattflyn. Arten är reproducerande i Sverige. Inga underarter finns listade i Catalogue of Life.

## Bildgalleri

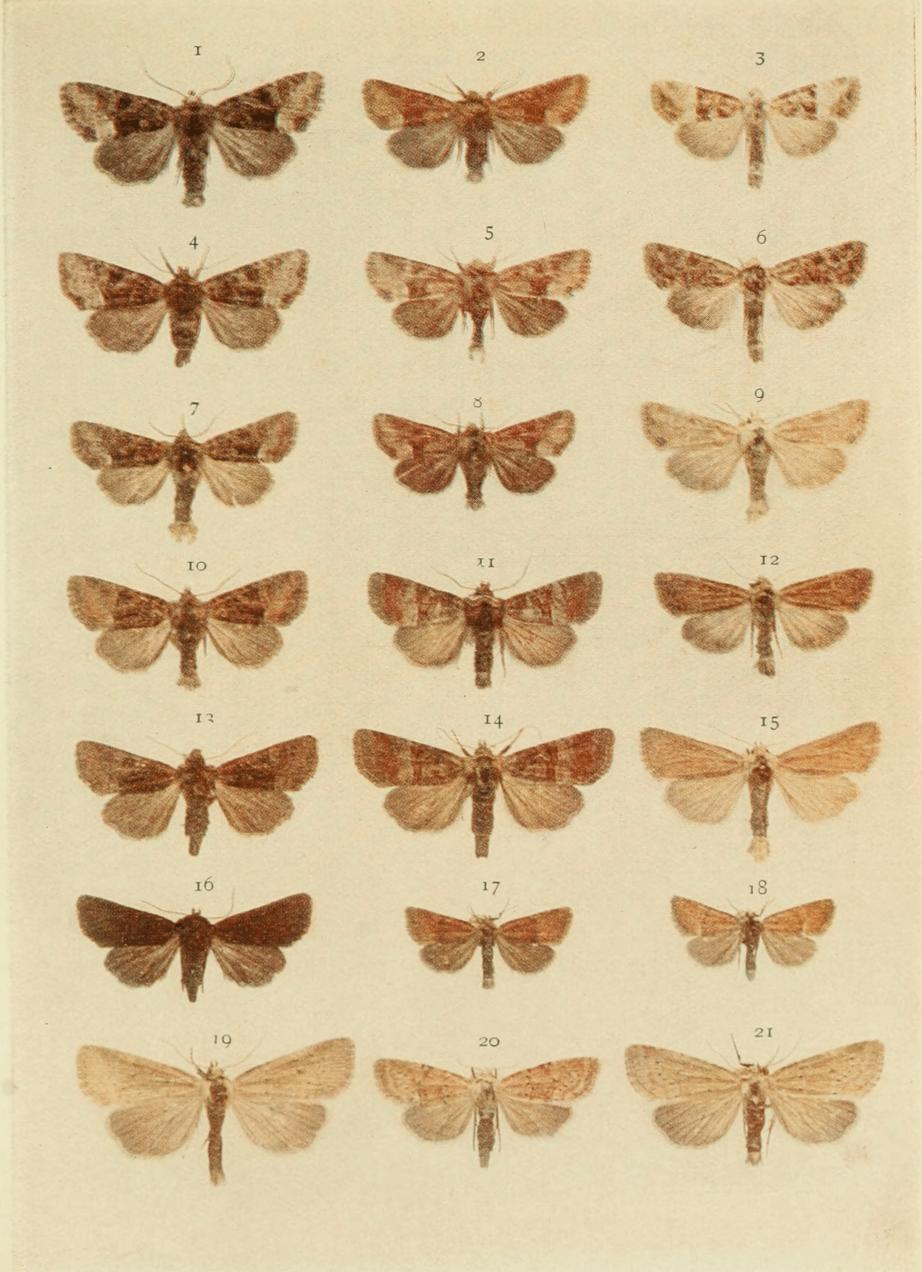
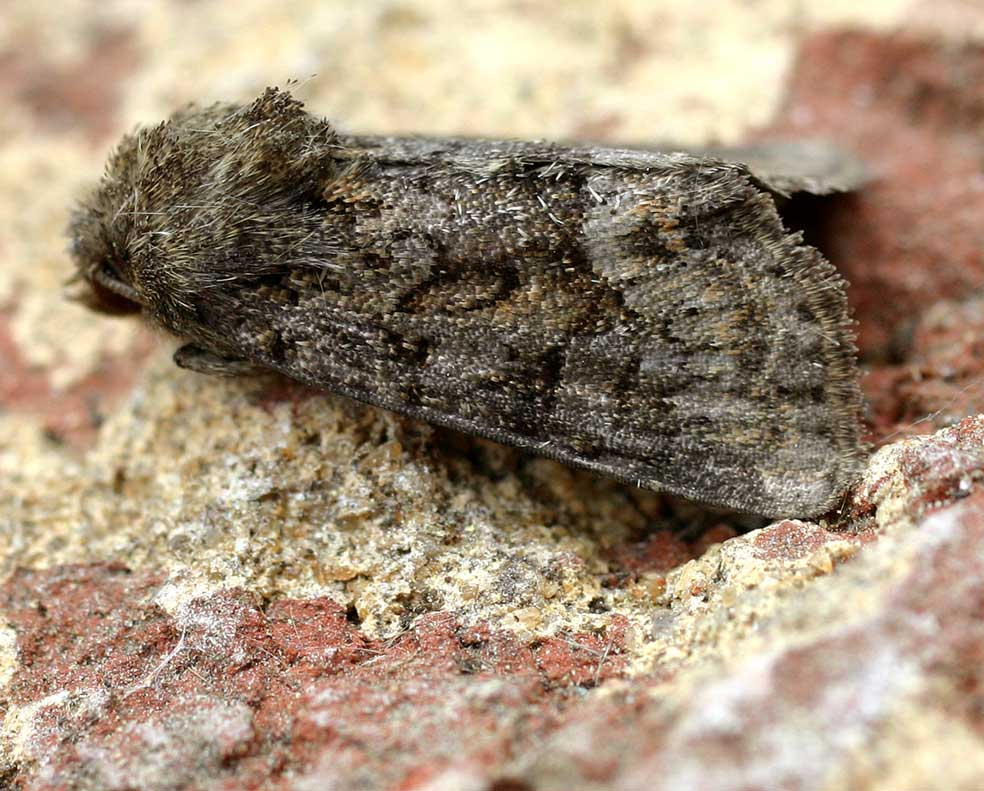